# Cypripedium fargesii
Cypripedium fargesii là một loài thực vật có hoa trong họ Lan. Loài này được Franch. mô tả khoa học đầu tiên năm 1894.

## Hình ảnh

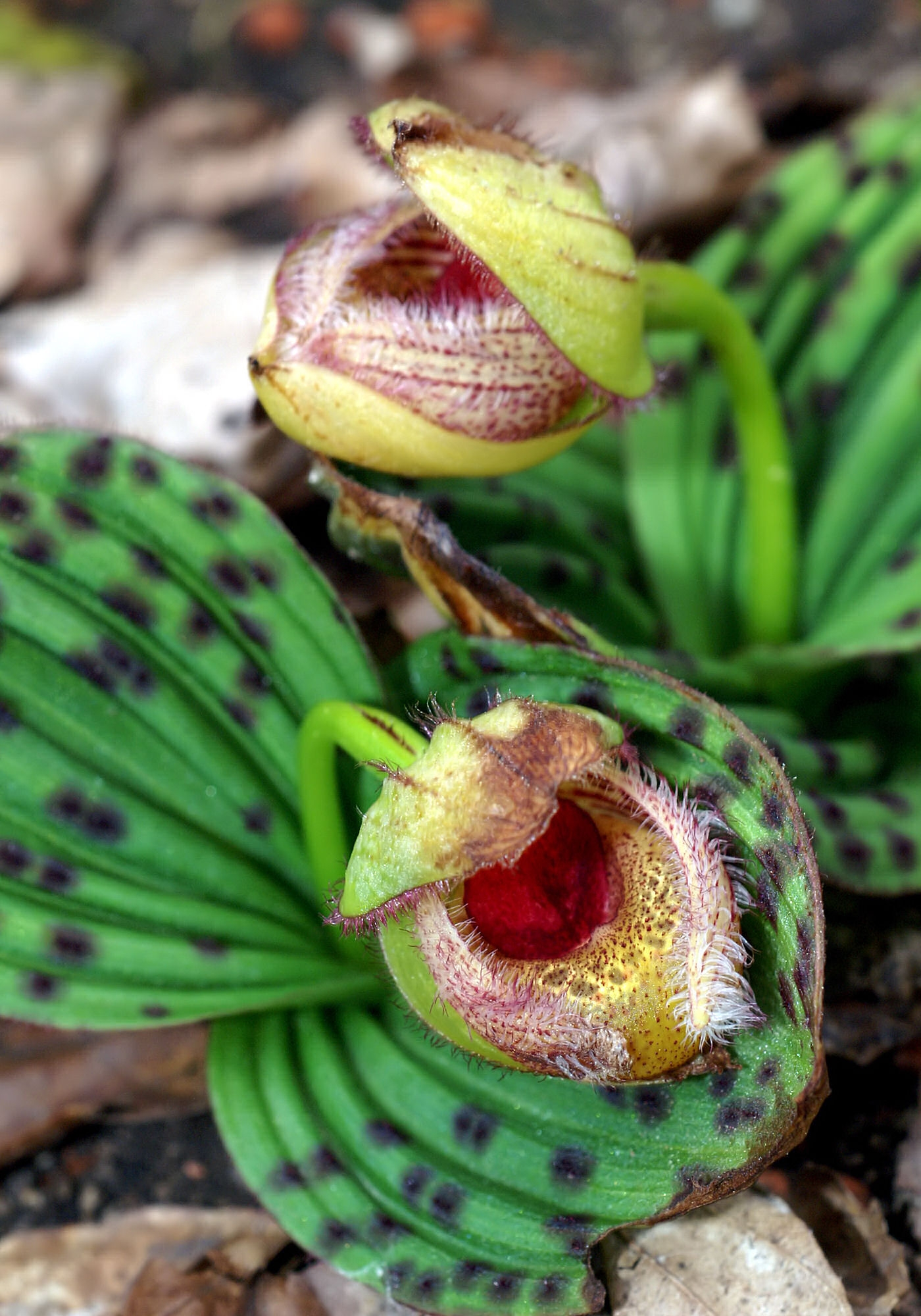
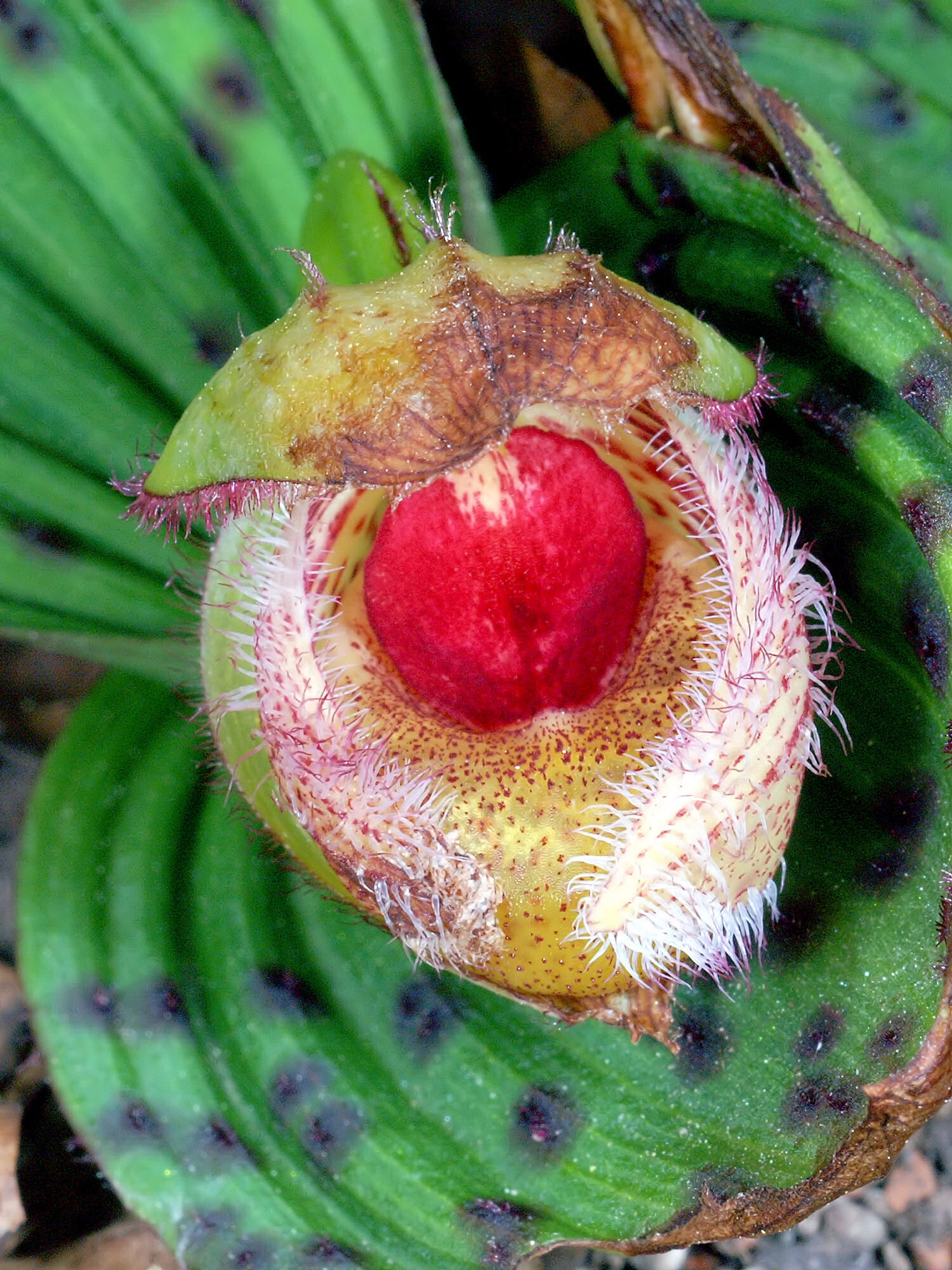
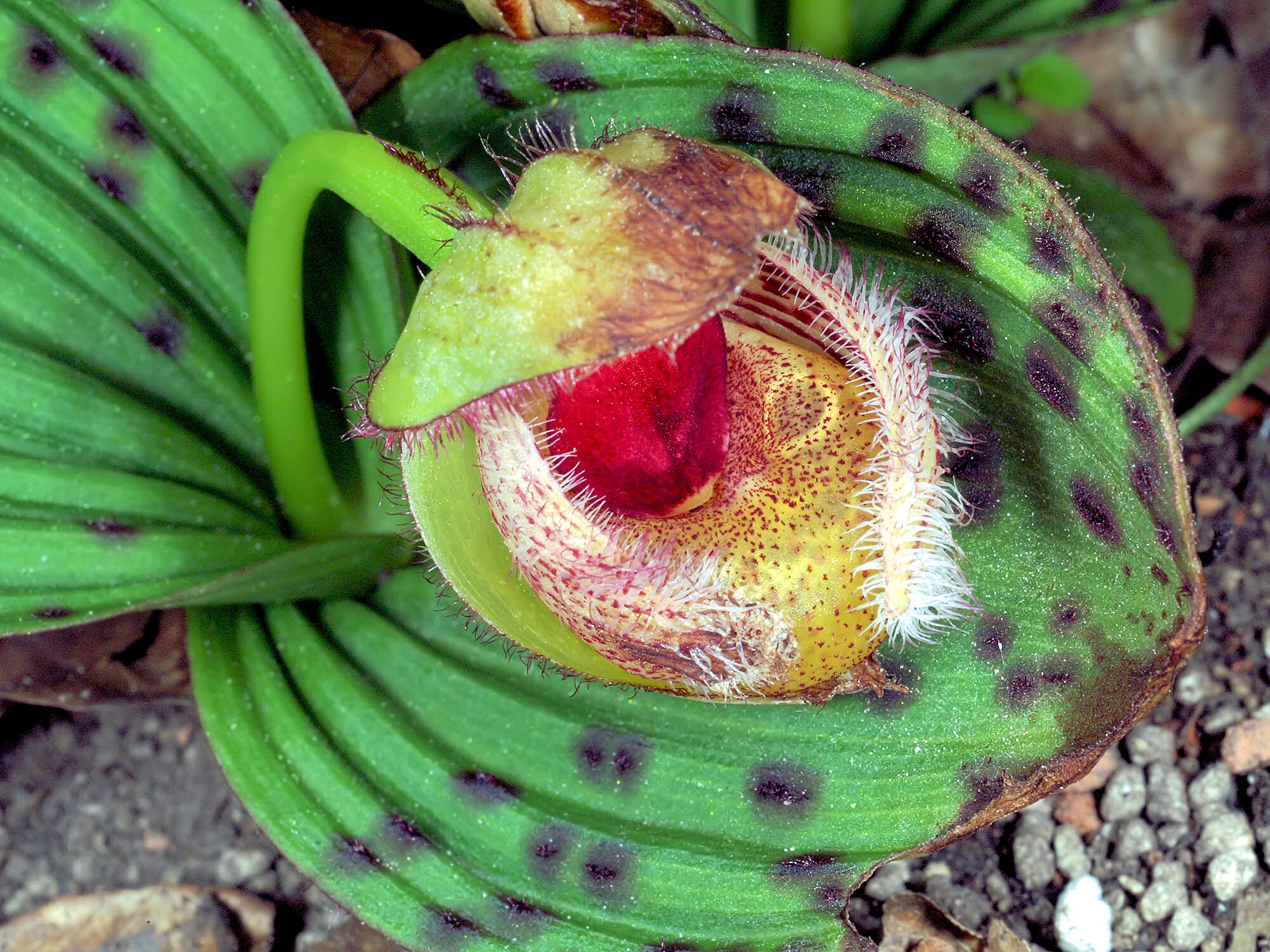